# Bolitoglossa borburata
Bolitoglossa borburata é uma espécie de anfíbio caudado pertencente à família Plethodontidae, sub-família Plethodontinae.